# Primula (dichtbundel)
Primula. Gedichten is het debuut van Willem E. Blom uit 1929.

## Geschiedenis
De dichter Blom debuteerde in 1929 met deze bundel Primula. Zijn tweede bundel was Procul negotiis uit 1941, terwijl zijn derde bundel Inter alia ook zou verschijnen in 1941 [maar in werkelijkheid was dat 1944].
Deze debuutbundel telt 40 pagina's en is opgedragen "Aan Godefrida" (tegenover p. 1). Het gedicht op p. 34 werd geschreven "Bij de uitgave van prof. dr. J.H. Gunning's „Leven en werken”". Naast de inhoudsopgave op p. [39] staat een strofe van De Genestet die begint met de regel "Maar vooruit steeds streven wij en staren".

### Uitgave
De bundel werd uitgegeven door N.V. Cohen's Boekhandel te Amsterdam en Utrecht. De oplage is onbekend. Zij is ingenaaid in omslag. De titel op het omslag, op de franse titel en op de titelpagina is in rode kapitalen gedrukt en wordt steeds afgesloten met een punt.